# 유리하마정
유리하마정(일본어: 湯梨浜町)은 일본 돗토리현의 중앙에 위치하고 동해와 접하는 도하쿠군의 정이다.
도고호 호반에 있는 하와이 온천, 도고 온천이 유명하고 하와이정은 그 이름 때문에 "일본의 하와이"로 불리기도 한다. 배의 산지이기도 하다. 정명은 정의 특색인 온천(湯), 돗토리 사구 지역의 특산품인 20세기 배(梨), 모래사장(浜)에서 유래한 것이다.

## 인접한 자치체
- 돗토리시
- 구라요시시
- 도하쿠군 미사사정, 호쿠에이정

## 역사
- 2004년 10월 1일 - 도하쿠군 하와이정, 도고정, 도마리촌이 합병해 탄생했다.
- 2004년 10월 1일 - 하와이정·도마리촌·도고정을 합병해 유리하마정이 발족했다.
- 2016년 10월 21일 - 돗토리현 중부를 중심으로 진도 M6.6 지진이 발생했다. 진원지는 유리하마정으로 진도 6으로 관측되었다.

## 교통

### 철도
- 서일본 여객철도 산인 본선

### 도로
- 산인 자동차도(일본어판) (아오야하와이 도로(일본어판))
- 국도 제9호선
- 국도 제179호선

## 자매 도시
- 미국 하와이주